# 中国现代化支付系统
中国现代化支付系统（英語：China National Advanced Payment System，简称）是中国人民银行发挥其金融服务和金融监管职能的一系列核心支持系统。
CNAPS的建设从20世纪90年代初期开始起步。90年代末，一期系统——电子联银系统的构建基本完成。2000年10月，二期系统——大额支付系统和小额支付系统开始建设。2004年，CNAPS系统完成了大额支付系统及中国人民银行会计集中核算系统的升级，并实现了城市商业银行汇票系统与CNAPS的对接。2004年11月，中国银联结算系统和国债簿记系统与CNAPS进行了对接。
目前，该系统主要由大额实时支付系统、小额批量支付系统、网上支付跨行清算系统、全国支票影像交换系统、电子商业汇票系统、境内外币支付系统等构成。系统具有两级处理中心，即国家处理中心（英語：National Processing Center）和城市处理中心（英語：City Clearing Processing Center）。国家处理中心分别与各城市处理中心相连，各城市处理中心与商业银行前置系统相连。